# Cornillac (Drôme)
Cornillac é uma comuna francesa na região administrativa de Auvérnia-Ródano-Alpes, no departamento de Drôme. Estende-se por uma área de 19,44 km². Em 2010 a comuna tinha 88 habitantes (densidade: 4,5 hab./km²).